# تاتماداو
تاتماداو (به انگلیسی: tatmadaw) نام رسمی نیروهای مسلح میانمار (برمه) است که توسط وزارت دفاع اداره می‌شود و متشکل از ارتش، نیروی دریایی و نیروی هوایی است. خدمات کمکی شامل نیروی پلیس میانمار، واحدهای شبه نظامی خلق نیز زیر نظر این ارگان اداره می‌شود.
طبق قانون اساسی میانمار، تاتماداو مستقیماً به شورای دفاع ملی و امنیت (NDSC) به رهبری رئیس‌جمهور میانمار گزارش می‌دهد.NDSC شامل یازده عضو شورای امنیت ملی است که مسئول امور امنیتی و دفاعی در میانمار است. NDSC به عنوان بالاترین مقام در دولت میانمار خدمت می‌کند.
در حال حاضر، همه پرسنل خدمتی از نظر نظری داوطلب هستند، اما اگر رئیس‌جمهور برای دفاع میانمار لازم باشد می‌تواند مفاد این قانون را ضروری بداند، یعنی قانون خدمت اجباری وظیفه را مجاز کند. از زمانی که این کشور استقلال خود را از انگلستان در سال ۱۹۴۸ به دست آورد، تاتماداو با شورشیان قومی و ارتش‌های نارکو درگیر نبردی تلخ است. اخیراً، تاتماداو به‌طور گسترده توسط سازمان‌های مورد حمایت غرب به جرایم حقوق بشری مانند پاکسازی قومی، شکنجه، حمله جنسی و کشتار غیرنظامیان متهم شده‌است.
با این وجود در نظر سنجی که سال ۲۰۱۴ در این کشور برگزار شده ۸۴٪ از مردم میانمار ارتش را ارگانی مطلوب تر از رسانه‌ها و دولت این کشور شناختند.

## جستارها
آنگ سان سو چی
وین میینت
کودتای ۲۰۲۱ میانمار